# Rupert Reindl
Rupert Reindl (* 25. März 1908 in Patsch; † 8. September 1990 in Igls) war ein österreichischer Bildhauer und Krippenschnitzer.

## Leben

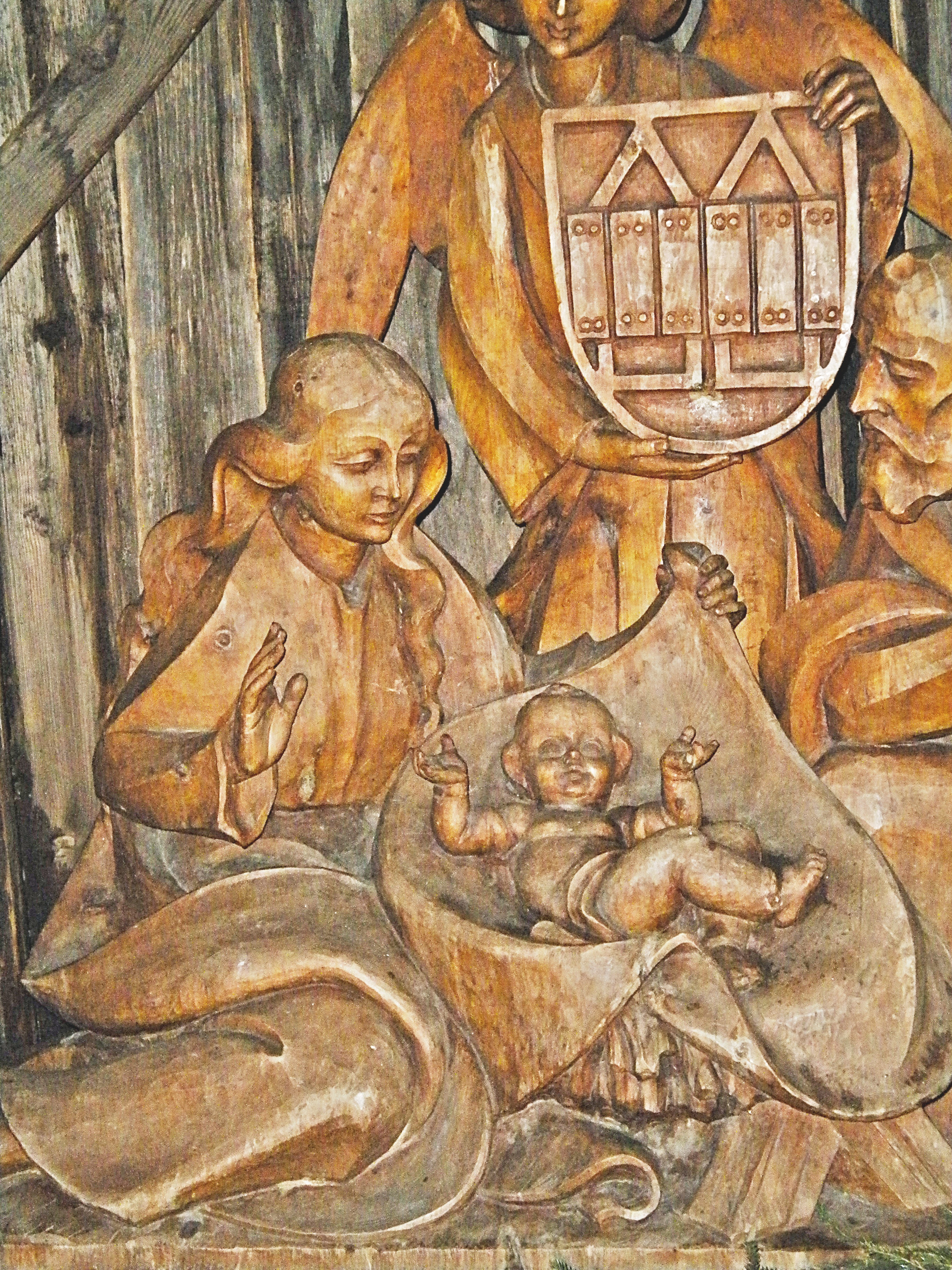
Innsbrucker Stadtkrippe (Ausschnitt)

Rupert Reindl besuchte 1926/27 die Staatsgewerbeschule in Innsbruck bei Hofer und lernte später bei Romed Speckbacher sen. in Thaur. 1938/39 war er in Nürnberg tätig. Ab 1946 lebte er in Igls. Sein Werk umfasst Schnitzfiguren, insbesondere Krippen und Kruzifixe.

## Werke
- Madonna, Hochaltar, Pfarrkirche Kirchbichl, 1956[2]
- Statue hl. Florian, Feuerwehrhaus Sistrans, 1966[3]
- Kruzifix und Immaculata, Pfarrkirche Aldrans, 1967
- Innsbrucker Stadtkrippe (früher vor dem Goldenen Dachl, jetzt am Domplatz aufgestellt), 1974[4]